# Furet du Nord

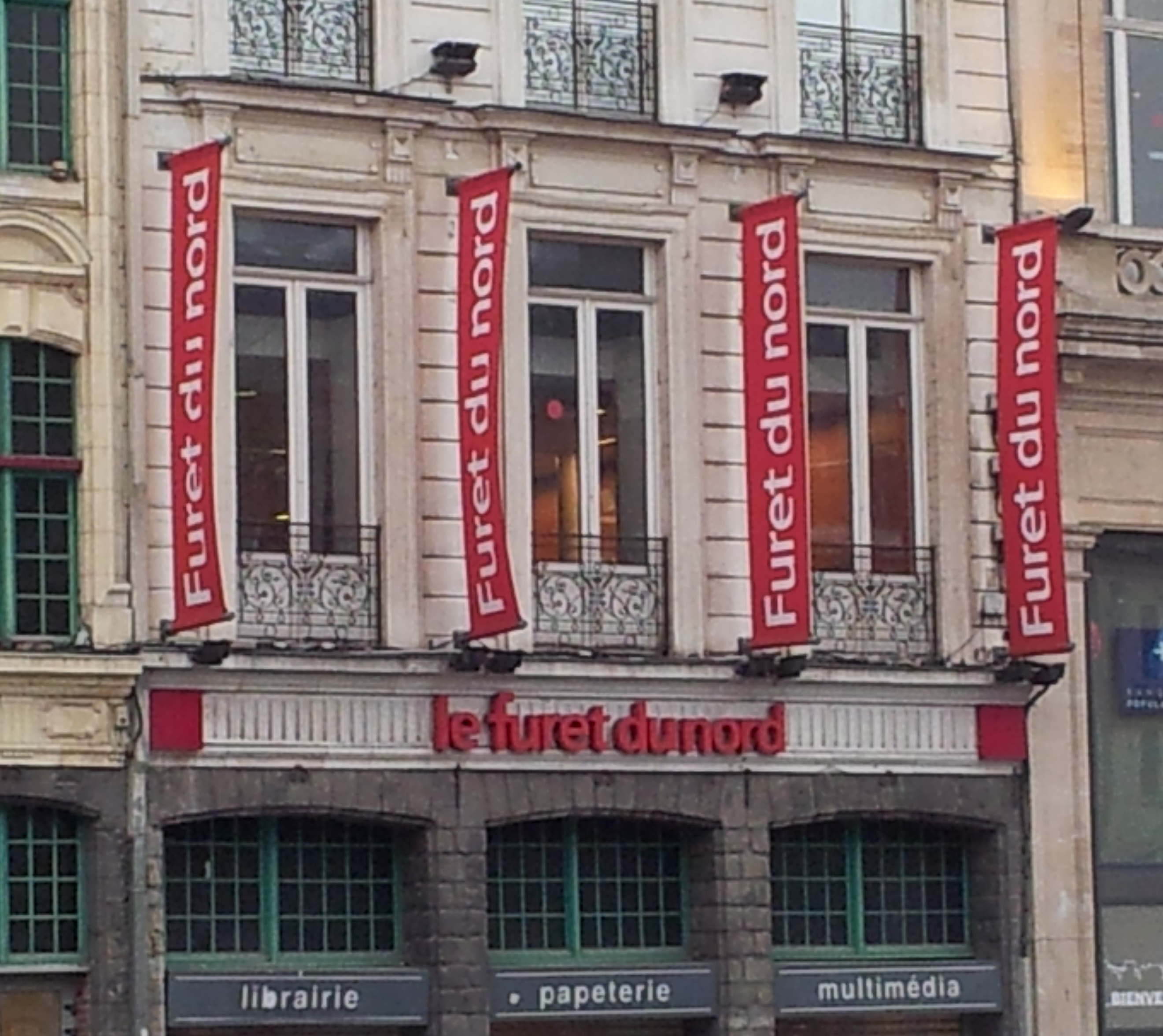
Winkel van Furet du Nord in Lille

Furet du Nord is een Franse winkelketen die boeken, papierwaren, muziek en multimediaproducten verkoopt. De winkel is vooral actief in het noorden van Frankrijk en heeft een tiental winkels in Hauts-de-France.
De naam verwijst naar de lokale traditie van de jacht op konijnen met fretten (Frans: furet) en de geschiedenis van de winkel, die teruggaat tot 1936 toen een winkel in bont, gevestigd in de Rue de la Vieille Comédie in Rijsel, werd omgevormd tot een boekhandel.
In 1959 verhuisde de winkel naar de Grand'place. De winkel wordt de grootste boekhandel in de stad met vrije toegang, met een oppervlakte van 500 m². In 1982 wordt de familiale zaak een NV en begint men met het openen van winkels in andere steden. De winkel in Rijsel wordt tussen 1982 en 1992 uitgebreid van 500 tot 4500 m² en later tot 7000 m².
In 1999 werd de keten gekocht door Extrapole en aandeelhouder Hachette Distribution Services (HDS). In 2001 kocht HDS de Franse Virginwinkels; de winkels van Furet de Nord behielden echter hun eigen bekende naam.
Naast winkels in Frankrijk heeft Furet du Nord twee winkels in Wallonië: in Louvain-la-Neuve en in Namen. 